# Paradossi deontici
L'espressione paradossi deontici è usata nell'ambito della logica deontica per intendere una specifica conseguenza del linguaggio formale adoperato dalle enunciazioni deontiche.

## Origine del termine
Il significato della locuzione Paradosso deontico è differente da quello comunemente attribuito al termine logico di paradosso. Infatti, mentre là si registrano particolari costruzioni linguistiche con un significato circolare, qua la natura paradossale non è semantica. Sotto questo punto di vista, quelli deontici sono paradossi in senso lato, non strettamente logici, delle derivazioni sorprendenti e sgradevoli.In questa accezione, si potrebbe considerare l'intera logica deontica una branca complessa e problematica della logica, una logica non ancora adeguatamente formalizzata.Secondo innumerevoli autori, infatti, è produttrice di costruzione simboliche paradossali, per l'appunto i paradossi deontici, e questa natura è tale da porre in questione la sua stessa possibilità teorica. Ora questi ultimi non sono meri analoghi dei paradossi logici (p.e. mentitore; Epimenide; etc.). Infatti, la loro paradossalità è interna al particolare significato assunto dal linguaggio logico nelle enunciazioni deontiche, che appare ora descrittivo ora prescrittivo di norme, dando luogo ad ambiguità semantiche non facilmente eliminabili e che rendono possibili derivazioni formalmente corrette ma del tutto assurde. Solo così è possibile comprendere come mai si verifichino tanti paradossi in logica deontica e come il loro carattere sia più difficile da affrontare rispetto ai paradossi canonici per i quali, in genere, è sufficiente introdurre un riferimento più specifico per evitare il paradosso in sé.
I paradossi deontici più noti sono i seguenti:
- il Paradosso di Chisholm
- il paradosso di Ross
- il paradosso di Aqvist
- il paradosso dell'imperativo contrario al dovere
- il paradosso dell'obbligo derivato
- il paradosso del Buon Samaritano

## Un tipico paradosso deontico
Il paradosso di Chisholm
Si esprime nel seguente modo:
1. Giovanni deve andare ad aiutare i vicini;
2. È obbligatorio che se Giovanni va ad aiutare i vicini, deve avvertirli;
3. Se Giovanni non ci va, non deve avvertirli;
4. Giovanni non va ad aiutare i vicini.

Queste tre affermazioni, intuitivamente coerenti (possono descrivere una situazione reale), si scrivono in maniera logica come segue:
se {\displaystyle p} significa «Giovanni va ad aiutare i vicini» et {\displaystyle q} «Giovanni avverte i vicini»:
1. {\displaystyle Ob\ p}
2. {\displaystyle Ob\ (p\to q)}
3. {\displaystyle \neg p\to Ob\ \neg q}
4. {\displaystyle \neg p}

Ebbene questa formulazione porta a una contraddizione logica.

## Il paradosso di Ross
La sua prima formulazione si deve al filosofo danese Alf Ross il quale nel 1941 così commentava il lavoro Imperatives and Logic (1937 - 8) del connazionale Jorgen Jorgensen:
1. è obbligatorio imbucare la lettera;
2. se è obbligatorio imbucare la lettera, allora non lo è bruciarla;
3. è obbligatorio imbucare la lettera o bruciarla;
4. è  obbligatorio imbucare la lettera;
5. dunque, è obbligatorio bruciarla.

Nelle parole di von Wright:
All thug its modern history deontic logic has been beset by some ‘anomalies' or ‘paradoxes' which have engendered much controversy and discussion. Oldest of these anomalies is presumably the one known as Ross's Paradox. It was first noted by the eminent Danish jurist and legal philosopher Alf Ross and was used by him as a counter-argument against the very possibility of building a logic of norms. As is well known, the ‘paradox' is the fact that the formula OpO(pq) is a theorem of most systems of deontic logic. If one ought to mail a letter, one ought to mail or burn it – to use Ross's famed example. Or, speaking in the language of Seinsollen: If it ought to be the case that a letter is mailed, it ought also to be the case that it is mailed or burnt